# Hospital Santa Cruz (Niterói)
Hospital Santa Cruz de Niterói é uma unidade hospitalar localizada na cidade de Niterói, no Estado do Rio de Janeiro, que pertence a Sociedade Portuguesa de Beneficência de Niterói - SPBN. Encontra-se atualmente desativado, por conta de dívidas acumuladas pela incompetência e desmandos de algumas administrações, mas na expectativa do interesse de investidores para levá-lo novamente à posição de destaque e referência para a população de Niterói e adjacências.

## História
O Hospital Santa Cruz pertence à Sociedade Portuguesa de Beneficência de Niterói e se encontra fechado porque acumulou dívidas estimadas em R$ 120 milhões, tanto em tributos municipais, estaduais e federais quanto em dívidas trabalhistas.
Em maio de 2013 a empresa Multiserv Serviços e Gestão Hospitalar Ltda venceu a disputa pelo arrendamento do complexo hospitalar, porém "forças ocultas" impediram o que poderia ter sido a melhor chance de recuperação.
Em abril de 2014 um novo presidente foi eleito para comandar a Beneficência, Sr. Vinícius Ramos Nery de Sá, que venceu a votação que escolheu a nova diretoria para o biênio 2014/2016. Foram computados 248 votos para a “Beneficência dos Sócios”, chapa de Nery; 124 para a “Resgatando o Santa Cruz”, liderada pelo associado Diogo Lopes de Carvalho; três votos nulos e um em branco.
A chapa vencedora teve entre suas propostas a auditoria imediata nas contas do hospital, manutenção da clínica geriátrica e a reabertura gradual da unidade, mas a verdade é que, até o momento, nada se fez e a instituição corre sério risco de desaparecer em meio a leilões de seu patrimônio.

### Problemas financeiros

#### 2013- Imóveis, leilões e arrendamento
O HSC estudava em 2013 a possibilidade de venda de imóveis para finalizar dívidas e os atrasados de seus funcionários. A questão foi debatida em uma assembleia convocada pelo Conselho Deliberativo no dia 12 de setembro de 2013.
Uma pesquisa havia constatado que a diretoria possuía na época cerca de 140 propriedades entre estabelecimentos comerciais, terrenos, casas e apartamentos.
Na reunião também foi apresentado o relatório e balanço da Diretoria Executiva relativo ao primeiro semestre do ano. Caso o Conselho Deliberativo tivesse sido favorável à venda dos imóveis, uma nova assembleia seria agendada com os sócios para definir quais deles seriam vendidos.
Em março do ano, a diretoria do Hospital Santa Cruz anunciou que estava com dívidas e que poderia arrendar a propriedade.
| “ | "Esse hospital é de suma importância para a população. Estamos sendo procurados por empresários que também têm o interesse na reabertura do hospital. Estamos fazendo levantamento para verificar a dívida do hospital" | ” |

Um leilão presencial foi realizado no mesmo ano no auditório do Edifício Tower 2000, no centro da cidade. Um imóvel situado na região, em Icaraí, custava mais de R$ 2 milhões.

#### Problemas em relação a funcionários
O associado Armando Piccinini afirmou, em 2015, que muitos funcionários estavam (e continuam) insatisfeitos com o destino dos imóveis leiloados, pois reivindicavam que essa quantia seria revertida apenas para pagamentos de salários e direitos trabalhistas daqueles que seriam demitidos com o fechamento do Santa Cruz.
Para discutir o leilão e o futuro do hospital, fechado desde 2013, funcionários organizaram uma reunião em outubro no Campo de São Bento localizado na cidade de Niterói.
Ele havia informado que haveria cerca de 700 ex-funcionários sem seus direitos trabalhistas pagos desde o fechamento da unidade de saúde em 2013.
| “ | "Estamos fazendo um levantamento sobre as dívidas do hospital, mas sabe-se que gira em torno de R$ 120 milhões. O patrimônio da SPBN é milionário. O hospital tem dívidas que são sanáveis. Se a Sociedade vendesse os 140 imóveis que possui conseguiriam abrir o hospital e pagar todas essas dívidas" | ” |

| “ | "É lamentável também a situação deste antigo hospital da Beneficência Portuguesa, que fechou há alguns anos por conta de malversação de recursos e agora terá o prédio leiloado pelo Município por conta de débitos inscritos em dívida ativa. Impressiona que uma entidade com um patrimônio desses não tenha conseguido reunir condições para renegociar as dívidas de IPTU do Hospital Santa Cruz durante o Refis, o programa de recuperação fiscal aberto pelo Município este ano. Eles não renegociaram a dívida e aparentemente fizeram isso para facilitar a negociação do prédio com o mercado imobiliário da cidade, que aparentemente querer transformar o local em shopping. Claro que cabe ao Município cobrar a divida existente, mas também é importante considerar a função social daquele prédio, inclusive como uma possível área de especial interesse para em breve ser utilizada pela rede de saúde pública da cidade.”, defendeu o vereador. Armando lamentou que muitos sócios da SPBN estejam em silêncio em relação à situação da entidade. “Estou envergonhado que a maioria dos associados estão omissos em deixar o HSC acabar sem lutar pelos seus direitos e os dos ex-funcionários" | ” |

O levantamento seria apresentado aos sócios entre setembro e outubro de 2014 durante uma assembleia geral. Na ocasião Nery também apresentou a estratégia de venda dos imóveis.
| “ | "A Sociedade tem 147 imóveis em Niterói. Estamos tentando fazer acordos sobre as dívidas e queremos vender cada imóvel dentro do valor de mercado. Se ele for penhorado e leiloado, será vendido por até um terço do valor real dele e não vai nos ajudar a pagar os débitos”, contou o presidente da SPBN, acrescentando que acredita quitar as dívidas de alguns imóveis. Durante o levantamento, foram encontradas algumas irregularidades deixadas pelas gestões anteriores, que Nery preferiu não detalhar. Algumas poderão levar, segundo ele, a processos judiciais. Recentemente, concluiu a limpeza do prédio do hospital, que encontrou abandonado e fechado desde meados do ano passado. Com goteiras, buraco no teto, mau cheiro e infiltração. A atual gestão conseguiu manter o bom atendimento no setor da Geriatria, onde funciona o Abrigo de Idosos João Miranda. Ainda não há previsão de reabrir o hospital. “Apesar de tudo, estou muito otimista, pois o Santa Cruz ainda é referência no município e acredito que podemos resolver os problemas da instituição" | ” |

##### O temor dos associados
Como os leilões dos imóveis já estavam ocorrendo, o temor dos associados era de que o prédio do Santa Cruz não reabrisse mais.
| “ | "Com os imóveis sendo penhorados pela Justiça e e leiloados com valor bem abaixo do de mercado, a nossa preocupação é de que a SPBN não consiga os recursos para reabrir a unidade e o prédio seja vendido e vire um shopping center. Não podemos deixar isso acontecer”. O associado revelou que desde que assumiu a presidência da Sociedade, em março do ano passado, Nery nunca convocou uma assembleia dos associados nem prestou contas de sua gestão. "Não temos ideia da real situação do hospital", reclamou Piccinini. | ” |

### Desclassificação da Multserv
Em 21 de maio de 2013, após a apresentação das propostas, colocadas em votação no processo licitatório, a Multserv venceu o pleito, aprovado por 60 votos, contra 36 da MH-Med e 23 do Ideias. Uma semana depois, a comissão de gestão e arrendamento havia comunicado a um representante da Multserv que estava desclassificada do processo licitatório, devido a uma suposta irregularidade na documentação de uma das empresas que compunham o grupo.
Em assembleia, no dia 4 de junho, ficou definido que a segunda colocada MH-Med assumiria a gestão, porém a direção não se manifestou e perdeu a concessão. Um mês depois, a Multiserv ganha nova disputa e assume a instituição.
Quinze dias após, a Multiserv volta a ser excluída de toda e qualquer ação que envolva a empresa e o hospital. Na ocasião, Vinícius Nery, membro da comissão de arrendamento e gestão do hospital, disse que nos 15 dias em que a empresa esteve apta a gerir o Santa Cruz quebrou quatro vezes os prazos de pagamento dos salários atrasados. No mês de julho foi assinado um contrato com uma empresa de gestão hospitalar, que faria uma auditoria e pontuaria necessidades da unidade, até que uma nova empresa se candidate a administrar o Santa Cruz.

### Bloqueio de bens
Em 2015 o procurador Maurício Guimarães de Carvalho, do Ministério Público do Trabalho do Rio de Janeiro, acionou a justiça trabalhista estadual para pedir o bloqueio de bens da Sociedade Portuguesa de Beneficência de Niterói e garantir a execução de ações individuais, ou seja o pagamento das verbas de ex-funcionários do Hospital Santa Cruz já reconhecidas em decisão judicial.
Conforme o atual presidente da SPBN, Vinícius Nery, informou em reunião do Conselho Deliberativo da entidade, no dia 12 de novembro de 2015, que a dívida da instituição era de R$ 115 milhões, a maior parte de débitos trabalhistas.
Só nas oito varas de trabalho de Niterói estariam cerca de 800 processos de ex-funcionários, de acordo com o Nery. O MPT-RJ já havia entrado, em 2012, com uma Ação Civil Pública na Justiça Trabalhista contra a SPBN, requerendo o pagamento das verbas rescisórias e aplicação de multa de R$ 5 mil caso a Sociedade voltasse a dispensar empregados sem o pagamento das devidas verbas.
Além disso, já haviam requerido o pagamento de R$ 100 mil em dano moral coletivo por prática irregular. O pedido foi julgado procedente pela Justiça Trabalhista.
Como o hospital parou de funcionar há mais de dois anos, diante do agravamento da condição financeira, ao invés de pedir a execução da multa e do dano moral coletivo (que são reversíveis ao FAT), o MPT pediu à Justiça que seriam priorizado o pagamento aos trabalhadores.
Ainda na reunião do Conselho Deliberativo, Nery informou que o Instituto Pedro Ludovico, do Rio de Janeiro, estaria interessado em arrendar o HSC. Porém, as conversas foram paradas. Até uma equipe de reportagem do jornal A Tribuna tentou entrar em contato com a empresa e não havia conseguido resposta.
Um dos associados destacados, Armando Piccinini, chegou a ser procurado por um empresário paulista, interessado em investir no hospital.

### Envolvimento daSamsung
A coreana Samsung, que tem uma filial brasileira em São Paulo enviou alguns executivos da empresa que reuniram-se com representantes da chapa Resgatando o Santa Cruz, demonstrando interesse em reequipar a unidade e obter agentes financiadores para ajudar o hospital em 2014.
A empresa manifestou interesse e prontificou-se a viabilizar os agentes financiadores para o reequipamento do hospital. O novo presidenciável também recebeu apoio da Sociedade Portuguesa de Beneficência de São Paulo.

### Limpeza
Em setembro de 2014 houve mutirão voluntário de limpeza no Hospital Santa Cruz. Vários setores administrativos começaram a ser reorganizados.
A nova administração recontratou o gestor Felipe Dumas, advogado com MBA em Gestão Hospitalar em Portugal, após ter passado pela instituição no ano passado. Ontem, o novo Conselho Deliberativo da SPBN foi eleito por aclamação.
| “ | "Conforme fomos verificando a situação do hospital, vimos coisas ainda piores. O Santa Cruz estava completamente abandonado. A Sala da Presidência da Sociedade estava com goteira. Nos corredores do setor administrativo vimos até um pombo. Uma das nossas diretoras tinha ligação com empresa de limpeza e promoveu mutirão voluntário de limpeza aqui" | ” |

### O novo Conselho
No dia 8 de abril de 2014 foi aclamado o novo Conselho Deliberativo, que seria presidido por José Carlos Monteiro, médico veterinário com especialização em Administração em Saúde. A função do órgão é acompanhar a execução dos projetos que forem aplicados no hospital e a gestão dos imóveis da SPBN. Também foram eleitos 15 novos conselheiros da Diretoria Executiva. Esta já tinha 256 conselheiros natos. Já os 15 novos teriam mandato de dois anos.

## Problemas externos relacionados a SPBN

### Imoveis assustadores noCentro de Niterói(2011)
| “ | "O problema do meu prédio e dos outros imóveis daqui é a infiltração. Já comuniquei diversas vezes o locador, que é o Hospital Santa Cruz, sobre a situação e nada foi resolvido. O hospital é dono da maioria dos imóveis desse quarteirão e a maioria esmagadora se encontra em péssimas condições. Tem uma loja aqui ao lado que está fechada há mais de um ano. Só que nos fundos dessa loja as paredes estão caindo e pode causar um acidente grave. Essa mesma loja abandonada tem um construção de concreto em forma de tanque, completamente desprotegido. Quando chove a água fica toda parada lá. Formando um possível foco de dengue. Meu neto teve dengue e meu genro também. E minha minha filha está com dengue, todos os casos comprovados. E a minha vizinha da frente também esteve hospitalizada. Nós estamos implorando para alguém nos ajudar a resolver esse problema." | ” |

| “ | "Semana passada eu comecei a sentir uma fraqueza no corpo, minha pele ficou empolada. Então eu fui ao hospital, fiz o exame de sangue que constatou que minhas plaquetas estavam baixas, que era dengue. Fiquei três dias internada." | ” |

### Trafico de drogas no Hospital Santa Cruz (2011)
| “ | "Acusados de envolvimento em vários crimes, tais como assaltos, assassinatos, tentativas de homicídios, e tráfico, Carlos Eduardo dos Santos, vulgo Fluminense, Walace Ribeiro, o Saci, e Alex da Silva Júlio, o Lequinho Capeta, estão sendo procurados há vários meses pela Justiça e pela Polícia de Niterói. O trio, entre outros acusados, segundo a polícia está por trás do controle do tráfico no Morro do Estado, comunidade que deve ser contemplada no fim do ano com uma Unidade de Polícia Pacificadora (UPP), o que garantiria a paz na localidade onde traficantes estariam em guerra com rivais do Morro do Palácio, no Ingá. Em meio as acusações contra Fluminense e seus comparsas, também estão informes dando conta que ele estaria resistindo a tentativa de retomada dos pontos de venda de entorpecentes no Morro do Estado, através de um homem conhecido como Robinho, ex-líder do tráfico na localidade. Entre o fogo cruzado estaria os moradores das duas comunidades e bairros adjacentes. A equipe de investigação da Delegacia Legal do Centro de Niterói (76ª DP) havia sido informad, através do relato de testemunhas, que Fluminense, Lequinho e Saci teriam participado, no dia 14 de abril, de um duplo homicídio onde dois primos (de 20 e 15 anos) foram mortos a tiros diante de familiares, na Rua São Sebastião, acesso ao Morro do Estado. Nas vezes em que os acusados foram localizados pela polícia na comunidade, houve confronto o trio conseguiu furar o cerco a tiros. No início desse ano Lequinho acabou internado sob custódia após ser baleado em confronto com a PM no Centro de Niterói. Uma transeunte também foi atingida por uma bala perdida. Dois dias após ser internado, mesmo ferido Lequinho conseguiu mais uma vez escapar do hospital sem deixar pistas. As ocorrências de assaltos envolvendo o mesmo grupo estariam sendo apuradas na área da Delegacia Legal de Icaraí (77ª DP), onde vários postos de combustíveis foram roubados num curto espaço de tempo, e pela 76ª DP. Numa das mais recentes denúncias, a polícia foi informada que Lequinho teria também participado de um assalto ocorrido no dia 30 de dezembro do ano passado, quando três homens armados invadiram (por volta das 13 horas) o restaurante do Hospital Santa Cruz, na Rua Dr.Celestino, no Centro." | ” |

### Tentativa de golpe (2013)
| “ | "A Polícia Civil revelou que ao desencadear uma megaoperação em quatro estados - Rio, Espírito Santo, Bahia e Paraná – para desativar uma “super quadrilha” de estelionatários, que causou um rombo milionário em instituições financeiras, também evitou que um dos alvos do grupo fosse o Hospital Santa Cruz, no Centro de Niterói. O esquema de fraude, segundo os agentes, era milionário e na ação o objetivo era cumprir 15 mandados de prisão e 28 de busca e apreensão. No Rio foram presos Rogério Manso Moreira, em Duque de Caxias, na Baixada Fluminense, ex-candidato a vereador e a deputado federal. Segundo o delegado Felipe Curi (58ª DP/Belford Roxo), que coordenou a ação, o acusado agiria como lobista com o primo, o pai, e um tio, todos também presos. De acordo com a polícia, o grupo é responsável por pelo menos 554 casos de estelionato. Também, de acordo com o que revelou o delegado, tinha ainda uma ONG de administração de hospitais públicos na Bahia, que recebia dinheiro para prestar serviços terceirizados como segurança, limpeza e aluguel de equipamentos, para unidades de saúde pública de Ilhéus e Itagimirim. Mas os serviços nunca eram prestados, segundo ele. “Eles tentaram trazer o esquema desta ONG para o Rio e quase pegaram o Hospital Santa Cruz, em Niterói (que passa por processo de mudança de gestão). Ele explicou que integrantes da quadrilha faziam proposta para que pequenas empresas fizessem um trabalho para a prefeitura. No entanto, em troca, esses microempresários tinham que aumentar o capital da mesma. Para que isso acontecesse, eles faziam grandes empréstimos nas instituições financeiras. “Quando este empresário percebia que não tinha condições de arcar com o custo, os lobistas transferiam a empresa para algum laranja, que também pertencia à quadrilha. E aí era feita uma pirâmide de empréstimo com outras várias empresas”. Entre os presos está um assessor municipal, identificado como Rogério Ramos. Pelo menos 35 empresas tiveram o sigilo bancário quebrado e 173 contas correntes foram analisadas. Além disso, houve 36 contas interceptadas e 70 mil registros entre ligações e mensagens vasculhados. Os acusados usam empresas com CNPJ antigos para dar continuidade aos empréstimos e quando essas empresas não conseguiam arcar com o valor pego no banco, eles colocavam um “laranja” como sócio." | ” |